# Општина Ваља Лупулуј (Јаши)
Ваља Лупулуј (рум. Valea Lupului) општина је у Румунији у округу Јаши.
Oпштина се налази на надморској висини од 91 m.

## Становништво

### Хронологија
| Година       | 2004 | 2005 | 2006 | 2007 | 2008 | 2009 | 2010 | 2011 | 2012 | 2013 | 2014 | 2015 | 2016 | 2017 |
| ------------ | ---- | ---- | ---- | ---- | ---- | ---- | ---- | ---- | ---- | ---- | ---- | ---- | ---- | ---- |
| Становништво | 3105 | 3254 | 3428 | 3683 | 3971 | 4193 | 4421 | 4791 | 5092 | 5446 | 5813 | 6171 | 6756 | 7470 |